# Колбейнн Сигторссон
Колбейнн Сигторссон (исл. Kolbeinn Sigþórsson; род. 14 марта 1990, Рейкьявик) — исландский футболист, игравший на позиции нападающего. Выступал за сборную Исландии.

## Карьера

### Клубная
Колбейнн начинал футбольную карьеру в «Викингуре», позднее в 2003 году в возрасте 13 лет перешёл в «Коупавогюр» и дебютировал в 2006 году. Он сыграл пять матчей за клуб и забил один гол. Вскоре он привлёк внимание европейских грандов — «Реала» и «Арсенала», дважды вступал в переговоры с последним, но предпочёл всё-таки нидерландский АЗ Алкмар.
В 2007 году он перешёл в нидерландскую команду, но в основном составе заиграл только в 2010 (ранее ему мешала череда травм). 5 августа 2010 года Колбейнн дебютировал в Лиге Европы в матче против «Гётеборга». Первый гол забил 29 августа 2010 года в рамках первенства Нидерландов в ворота роттердамского «Эксельсиора», а 29 января 2011 года и вовсе забил пять мячей, оформив хет-трик в первом тайме матча против ВВВ-Венло и забив ещё два во втором. Поскольку он забивал голы в важнейших матчах, АЗ Алкмаар пытался удержать игрока, предлагая ему отличные условия контракта, но Колбейнн отказывался. За игроком следили дортмундская «Боруссия», «Ньюкасл Юнайтед», амстердамский «Аякс», и Сигторссон выбрал последний клуб. Изначально он был согласен выступать в клубе, однако переход затянулся только из-за разногласий в цене (изначальная цена — два миллиона евро).
4 июля 2011 года клубы договорились о цене в 4 с половиной миллиона евро. В интервью Колбейнн заявил, что мечтал выступать в клубе Денниса Бергкампа и Франка де Бура. Первый гол за клуб забил в товарищеском матче с «Брондбю» на 38-й минуте, а в официальном матче отличился 30 июля 2011 года, хотя «Аякс» проиграл его «Твенте» (это была игра за Суперкубок Нидерландов). 14 августа 2011 года забил свой первый гол за «Аякс» в чемпионате Нидерландов, что принесло победу 5:1 над «Херенвеном», через неделю забил ещё раз в ворота ВВВ-Венло и оформил дубль в матче с «Витессом».
2 июля 2015 года было объявлено о переходе Колбейна во французский клуб «Нант».
В августе 2016 года был отдан в аренду турецкому «Галатасараю», однако в декабре клуб отменил аренду и Колбейнн вернулся в «Нант».
В марте 2019 года 28-летний игрок разорвал контракт с «Нантом» по обоюдному согласию.

### В сборной
В сборной выступает с 2010 года. Забивал голы за сборную каждый год, начиная с 2010 года. Стал вторым футболистом в истории сборной Исландии, забившим 20 мячей. Первым это удалось Эйдуру Гудьонсену.
В 2016 году был включён в состав сборной на чемпионат Европы 2016 года во Франции, который стал первым в истории крупнейшим турниром для исландцев. 27 июня 2016 года забил второй мяч Исландии в игре 1/8 финала против сборной Англии, что принесло сборной Исландии сенсационную победу (2:1).
Голы за сборную
| №  | Дата             | Место проведения     | Соперник          | Счёт | Итог | Соревнование                     |
| -- | ---------------- | -------------------- | ----------------- | ---- | ---- | -------------------------------- |
| 1  | 21 марта 2010    | Коупавогюр, Исландия | Фарерские острова | 2-0  | 2-0  | Товарищеский матч                |
| 2  | 29 мая 2010      | Рейкьявик, Исландия  | Андорра           | 4-0  | 4-0  | Товарищеский матч                |
| 3  | 17 ноября 2010   | Тель-Авив, Израиль   | Израиль           | 3-2  | 3-2  | Товарищеский матч                |
| 4  | 6 сентября 2011  | Рейкьявик, Исландия  | Кипр              | 1-0  | 1-0  | Квалификация ЧЕ-2012             |
| 5  | 27 мая 2012      | Валансьен, Франция   | Франция           | 0-2  | 3-2  | Товарищеский матч                |
| 6  | 30 мая 2012      | Гётеборг, Швеция     | Швеция            | 2-1  | 3-2  | Товарищеский матч                |
| 7  | 15 августа 2012  | Рейкьявик, Исландия  | Фарерские острова | 1-0  | 2-0  | Товарищеский матч                |
| 8  | 15 августа 2012  | Рейкьявик, Исландия  | Фарерские острова | 2-0  | 2-0  | Товарищеский матч                |
| 9  | 14 августа 2013  | Рейкьявик, Исландия  | Фарерские острова | 1-0  | 1-0  | Товарищеский матч                |
| 10 | 6 сентября 2013  | Берн, Швейцария      | Швейцария         | 4-2  | 4-4  | Квалификация ЧМ-2014             |
| 11 | 10 сентября 2013 | Рейкьявик, Исландия  | Албания           | 2-1  | 2-1  | Квалификация ЧМ-2014             |
| 12 | 11 октября 2013  | Рейкьявик, Исландия  | Кипр              | 1-0  | 2-0  | Квалификация ЧМ-2014             |
| 13 | 15 октября 2013  | Осло, Норвегия       | Норвегия          | 0-1  | 1-1  | Квалификация ЧМ-2014             |
| 14 | 30 мая 2014      | Инсбрук, Австрия     | Австрия           | 1-1  | 1-1  | Товарищеский матч                |
| 15 | 4 июня 2014      | Рейкьявик, Исландия  | Эстония           | 1-0  | 1-0  | Товарищеский матч                |
| 16 | 9 сентября 2014  | Рейкьявик, Исландия  | Турция            | 3-0  | 3-0  | Квалификация ЧЕ-2016             |
| 17 | 12 июня 2015     | Рейкьявик, Исландия  | Чехия             | 2-1  | 2-1  | Квалификация ЧЕ-2016             |
| 18 | 10 октября 2015  | Рейкьявик, Исландия  | Латвия            | 1-0  | 2-2  | Квалификация ЧЕ-2016             |
| 19 | 27 июня 2016     | Ницца, Франция       | Англия            | 2-1  | 2-1  | Чемпионат Европы по футболу 2016 |

## Достижения
«Аякс»
- Чемпион Нидерландов (3): 2011/12, 2012/13, 2013/14
- Обладатель Суперкубка Нидерландов: 2013

## Личная жизнь
Его брат Андри Сигторссон — футболист, выступавший за «Рейкьявик», «Зальцбург» и «Молде». Завершил карьеру в возрасте 27 лет, в связи с травмой шеи.